# あんぱん (2025年のテレビドラマ)
『あんぱん』は、2025年（令和7年）度前期に放送のNHK「連続テレビ小説」第112作で、2025年3月31日から放送されている日本のテレビドラマ。作・脚本は中園ミホ、主演は今田美桜。
やなせたかしとその妻・小松暢をモデルとするが、フィクションのドラマオリジナル作品である。

## 制作
2023年10月20日、2014年度第90作『花子とアン』を執筆した中園ミホが脚本を担当し、主人公の「朝田のぶ」役はオーディションにより決定することが発表された。東京制作の朝ドラで主演オーディションが行われるのは、2018年度第98作『半分、青い。』の永野芽郁以来7年ぶりとなる。
10月31日、ヒロインオーディションに3365人の応募があったことが発表された。2021年度後期放送の第105作『カムカムエヴリバディ』の3061人を上回り、朝ドラ歴代最多を更新した。
2024年2月2日に今田美桜が主演、4月26日に北村匠海が相手役を務めることが発表された。以降、6月26日に出演者第3弾、7月17日に第4弾、8月1日に第5弾、11月18日に第6弾、2025年3月10日に第7弾、3月13日に第8弾、5月2日に第9弾、5月19日に第10弾、6月20日に第11弾、7月11日に第12弾、7月16日と7月23日に新しい出演者が発表された。なお、先のヒロインオーディション参加者の中から、河合優実と原菜乃華が主人公の妹役に選ばれた。
2024年7月17日、番組ロゴが発表された。
9月8日、高知県内でクランクインした。
2025年1月27日、音楽を井筒昭雄、語りをNHKアナウンサー・林田理沙が担当することが発表された。
2月6日、公式ウェブサイトが開設された。
2月10日、主題歌がRADWIMPS「賜物」に決定したことが発表された。
2月19日、メインビジュアルが公開された。

### 脚本について
中園は小学4年生のころから、やなせたかしと文通するなど交流があり、このことが脚本を引き受ける決め手となった。作中において、やなせの詩を脚本の台詞やエピソードに反映させており、初稿では、登場人物は全員『アンパンマン』のキャラクターや妖精たちがモチーフであったと語っている。
中園は脚本執筆に先駆け、やなせと小松暢が実際に出会った高知新聞社などを取材しており、2人が幼なじみという設定はフィクションであるが、同僚となった高知新聞社（作中では高知新報）以降は史実に近い脚本となっている。
放送された2025年は、太平洋戦争の終戦から80年という節目の年に当たる。やなせ自身の戦争体験もあり、中園は「やなせたかしを描くことは戦争を描くこと」と述べている。そのため、第11週と第12週の放送において、のぶをほとんど登場させず、嵩目線における戦地の状況を詳細に描いている。

## 登場人物

### 主人公
朝田のぶ（あさだ のぶ） → 若松のぶ（わかまつ のぶ） → 柳井のぶ（やない のぶ）
演 - 今田美桜（幼少期：永瀬ゆずな）
本作の主人公。
高知県長岡郡御免与町生まれ。男勝りな性格から「ハチキンおのぶ」と呼ばれている。走るのが得意で「韋駄天おのぶ」とも呼ばれ、ラジオアナウンサー（声 - 栗田晴行）がベルリンオリンピックの代表選手・吉岡隆徳を紹介した際には、妹・蘭子から「女吉岡」と例えられる。その一方で、裁縫などは苦手。
幼い頃から勝ち気が強く、御免与尋常小学校でいじめに遭っていた転校生・柳井嵩を救うため、男子を相手に大立ち回りをする。突如として父・結太郎を失っても気丈に振る舞っていたが、駅で父を見送る姿が描かれた嵩のスケッチで心を救われる。祖父・釜次が大怪我をして家業が立ち行かなくなると、風来坊のパン職人・屋村草吉に頼み込み、新たな家業として「朝田パン」が開店することになる。
高智高等女学校5年生の時、同郷の幼馴染である軍人との再会をきっかけに、地元の祭りでパン食い競争が催される。嵩の代わりに飛び入り参加して1等賞となり、女性に参加資格がなく失格となるものの、繰り上げ1等賞となった千尋から賞品であるラジオを譲られ、子どもたちとラジオ体操をしたことがきっかけで教師を目指す。進学した高智女子師範学校では、厳しい教育環境と「愛国の鑑」として注目されることに悩みながらも、軍事教育に染まっていく。
卒業後は御免与町に戻り、母校の尋常小学校で教師となる。児童たちに愛国教育を施す一方、東京で自由を謳歌する嵩との考えに乖離が生じ、喧嘩別れをしてしまう。その間に、父の友人の息子である一等機関士・若松次郎と見合いをする。始めは全く乗り気が無かったものの、次郎から亡き父のことを知り、その言動から父の面影を感じて結婚を決意する。
高知市で新婚生活を始める一方、次郎の理解もあり母校の教師を続ける。次郎が航海中は実家から通勤することはあるものの、夫からカメラ撮影を教わるなど夫婦愛を深める。しかし、陸軍から実家に依頼された乾パン製造を断ろうとして方々から叱責を受けるなど、自身の「愛国の鑑」としての立場と本音の違いにますます苦しむことになる。のちに、軍船に搭乗する次郎から「日本は戦争に勝てない」と告げられると、初めて反発をしてしまう。その一方で、嵩が出征の挨拶をした際には、生きて戻って来るよう告げている。
戦況が悪化して人手が不足すると、児童たちとともに農家等で勤労奉仕を行い、その後の授業で児童たちの疲労困憊の姿に初めて疲労感を漏らす。昭和20年（1945年）7月4日に高知市が空襲に遭うものの、自宅は延焼せず難を逃れ、翌朝に駆けつけた羽多子らと再会する。
昭和20年8月15日、高知市で終戦を迎える。その翌月、児童たちに教育の誤りを詫び、戦争に仕向けた自責の念から教師を辞職する。その後は海軍病院に入院していた次郎に付き添うものの、翌年始めに死別する。生きる意味を見失うが、4年ぶりに再会した嵩の言葉と、亡き夫が残した日記の一文に励まされる。日記に使われていた中根式速記を亡き夫の母・節子から託された参考書「実用速記法」を用いて独学かつ徹夜で学び、ラジオから流れる「リンゴの唄」を短期間で書き留められるまでになる。
市中の人々の声を速記で書き留めていたところ、ひょんなことから高知新報の記者2人と出会う。後日の入社試験では面接で「愛国の鑑」を指摘されるものの、先日会った記者の一人・東海林明に「猫の手」として編集局に採用される。入社当日から取材に駆り出され、翌日の単独取材から短期間で新聞一面の記事を執筆することになる。
新たな部署「月刊くじら編集部」に異動となり、のちに入社した嵩とも同僚となる。取材で上京した際、ひょんなことから知り合った代議士・薪鉄子に誘われ、新聞社を退社し上京。鉄子の事務補助員、のち秘書となる。昭和21年（1946年）12月21日、高知の大地震で嵩が一時音信不通になったことをきっかけに、彼への想いに気づき始め、翌年に上京してきた嵩からの告白を受けて2度目の結婚をする。
やなせたかしの妻・小松暢がモデル。美術チームと河合優実はインタビューで、ドキンちゃんのカラーをイメージした衣装であると明かしている。
柳井嵩（やない たかし）
演 - 北村匠海（幼少期：木村優来）
のぶの夫。不変の正義を具現化したキャラクター「アンパンマン」の生みの親。
大正8年（1919年）2月6日、高知県香美郡生まれ。父・清、母・登美子、弟・千尋の4人家族で、父の仕事の都合で幼年期を東京府にて過ごす。
父が亡くなると、母とともに高知県御免与町在住の伯父・寛のもとへ移り、御免与尋常小学校に転校する。父が出版社勤務時代に刊行した雑誌を伯父から手渡され、父も大好きだった漫画に熱中する。学校でのいじめや母に見捨てられたことで孤立するものの、同級生ののぶやパン職人・屋村草吉に救われる。のぶが父を失うと、駅で父を見送るのぶを描いたスケッチを渡したことで心を救い、二人の友情が深まる。
小学生の頃は首席だったが、城南中学校に進学すると漫画の投稿に没頭するようになり、高知新報の懸賞漫画に応募して大賞となる入賞に選ばれるものの、成績が急落する。中学5年生になっても進路が見つからず、突如戻ってきた母の言われるままに医学を目指すが、高知第一高等学校の受験に失敗してしまう。そこで、自身が漫画家を生業としたいことに気付き、1年の浪人生活を経て東京高等芸術学校に入学する。そこで恩師・座間晴斗の斬新な考えに触れ、学友・辛島健太郎らと銀座にて自由を肌で感じ、映画『フランケンシュタイン』に衝撃を受ける。
のぶに東京へ出てくるよう何度も手紙を出していたが、その内容により彼女とのすれ違いが生じ、戦争に関する考えの差が決定的となり、早々に東京へ帰るよう言われてしまう。のぶとは一時的に連絡を断つものの、その間にのぶが別の男性と結婚するだけでなく、卒業直前に伯父が他界、草吉が御免与町を去っていたなど、辛い別れが続く。卒業後は製薬会社の宣伝部に就職するものの、翌年兵役に就くことになり、高知連隊を経て小倉連隊に配属となる。
小倉連隊内務班では古年兵たちから理不尽な暴力を受け、戦争嫌いが一層強くなる。しかし、寝台戦友の八木信之介上等兵だけは暴力を一切振るわず、「軍人勅諭」の暗記をはじめ、孤独な靴磨きや馬の世話、幹部候補生試験などにより守られる。幹部候補生試験では当日朝に寝坊したものの、中隊長の配慮で下士官への道である乙種幹部候補生に合格となり、2年後には伍長に昇進している。
小倉連隊が支那（中国）福建省に進駐すると、そこで軍人たちの似顔絵を描いたことがきっかけで、宣撫班に配属となる。学友で炊事班に所属していた健太郎も合流し、現地住民を懐柔させるための紙芝居を製作する。しかし、戦況が悪化すると元の班に戻され、日本軍が補給路を断たれた事から食糧不足に苦しめられる。雑草などを食べ尽くし、極度の栄養失調で意識を失うものの、亡き父・清が夢枕に現れて自身のなすべきことを諭され、駐屯地で奇跡的に命を取り留める。
昭和20年（1945年）8月15日、駐屯地で終戦を迎える。翌年始めに御免与町へ帰還し、伯母・千代子らに涙ながらの出迎えを受ける。弟・千尋が戦死していたことから自身を責めるものの、父や伯父が悲しむとして伯母に叱責される。その後、朝田家でのぶの現状を知り、高知市にて4年ぶりに再会。正義の戦争はまやかしで、正義は簡単に逆転するから信じてはいけないと語る。その一方で、「逆転しない正義があるなら、それは人々を喜ばせること」として、時間がかかってもそれを見付ける決意を述べる。
戦後、御免与町を訪れた健太郎と再会。再出発の足掛かりとして、高知市の闇市にてアメリカ進駐軍の廃品を回収して売る商売を始める。その後、高知新報の入社試験を受けるも面接は散々だったが、新聞社会面の空欄を埋めるために急遽呼び出され、50分で挿絵を描き上げたことで採用される。配属された社会部では燻っていたものの、「月刊くじら」で連載予定だった小説の穴埋めとして50分で漫画を描き上げたこともあり、「月刊くじら」編集部に異動して挿絵や漫画を担当する。しかし、高知の大地震では2日間音信不通となり、無傷で出勤したものの、徹夜だったため寝ていたとして周りを呆れさせる。それがきっかけで、記者失格であることを理由に退職し、先に上京していたのぶを追って上京する。
その後はしばらく無職だったが、安定した生活のために母の勧めで三星百貨店に再就職し、広告デザインなどを担当する。5年間足踏みが続くものの、いせたくやや手嶌治虫との出会いがあり、プロの漫画家として独立するために退職する。漫画家としてなかなか芽が出ないことを悩みながらも、ミュージカルの舞台美術を手がけたり、作詞に取り組むなど、さまざまな仕事をこなしている。
漫画家・やなせたかしがモデル。

### 主人公の家族

#### 朝田家の人々
朝田結太郎（あさだ ゆうたろう）
演 - 加瀬亮
のぶの父。実家の石材店を継がず、商事会社に勤める。
留守が多く国内外問わず飛び回っているが、家族をとても大切にしている。先進的な考えを持ち、「女子も大志を抱け」と言い聞かせる。
自分の夢が何か悩むのぶに対し、「見つかったら思い切り走れば良い。足が速いからいつでも間に合う」と言葉をかける。
脈が乱れる持病があったが、昭和2年（1927年）に南京豆の買い付けのため朝鮮の京城に出張後、帰りの船で心臓発作を起こして急死する。
駅で見送りするのぶに被せたソフト帽が形見として残され、のぶたちが報告するのが日課となっている。また、利用していた船の機関長と交流があり、後年にその息子・若松次郎とのぶが結婚することになる。
高知新聞社は小松暢の父・池田鴻志がモデルと報じており、プロデューサーは、おむすびまんに由来していると明かしている。
朝田羽多子（あさだ はたこ）
演 - 江口のりこ
のぶの母。
夫・結太郎の考えに賛同しており、娘たちには分け隔てなく愛情を注いでいる。
のぶが小学生のころ、いじめられた嵩を助けて相手男子を怪我させたことで、共に相手宅へ謝罪に行ったことがある。その際に、「暴力は相手に恨みが残り、恨みは恨みしか生まない」とのぶに言い聞かせている。
のぶが先生になる夢を見つけると、反対する義父・釜次に反発してでも全力で応援する。
結太郎が急死しても取り乱さず、気丈かつ明るく振る舞う。釜次が大怪我をして生活に困窮すると、屋村草吉にアンパンの作り方を教わる覚悟を示し、草吉の援助のもと「朝田パン」を開業する。以降はパンの仕込み等を草吉に任せ、娘たちと店番をすることになる。
商店街の人々とは顔見知りであるものの、お洒落をして出掛けることがない。若松家との見合いでは、のぶよりも派手な装飾をしたことから、草吉から「馬子にも衣装」と皮肉を言われてしまうが、両家は良好な関係となる。
戦争の色が濃くなるにつれ、国防婦人会との付き合いが増えるものの、陸軍から依頼された乾パン製造を断ると途端に無視されてしまう。のちに草吉が朝田家を去ると、彼が書き残した手順書を石窯の中から偶然見つけ、その手順書をもとに、生きるため娘たちと乾パンを焼き続ける。
亡き夫の親友・寛が亡くなると、柳井家へ焼香に訪れる。先に逝った夫への不満を口にする千代子に同調し、夫の友が好きだったウイスケを酌み交わす。
普段は冷静であるものの、のぶが住む高知市の空襲を知ると居ても立ってもいられず、初めて取り乱す様子を見せる。義父母の制止も聞かず、のぶのもとへ蘭子とメイコとともに駆けつけている。
戦後も御免与町に留まる。娘たちが結婚などで家を離れ、義理の両親が他界しても、朝田家に住み続ける。
朝田蘭子（あさだ らんこ）
演 - 河合優実（幼少期：吉川さくら）
のぶの妹。朝田家の次女。
しっかり者で、相手の考えを読んで的確な行動を取る。その一方で、本音がなかなか伝えられず、口が悪くなってしまう時がある。
のぶより学業成績は良かったが、高等女学校へは進学せず郵便局に勤める。のぶが教師になる夢を語ると、「姉の夢が私の夢」と応援する。
祖父に弟子入りしている石工・原豪に恋心を抱いているものの、それを伝えられないでいる。
パン食い競争では、のぶの同級生・田川岩男がズルをしたのに対し「食パンの角に頭ぶつけて死ね」と言い放つ。のちに、その岩男から結婚を申し込まれると、縁談に関して豪に尋ねるが、お金持ちだから良い話と返される。自暴自棄かつ朝田家のためとして、岩男の求婚に承諾しようとするが、のぶとメイコからパン食い競争のことを暴露され破談となる。
豪に召集令状が届いても平静を装い、互いに思いを打ち明けられなかったが、出征前夜にようやく気持ちを伝え合い結ばれる。豪の出征以降、満期除隊を願いながら毎日暦に印を付け、彼の帰還を指折り待っていたが叶わず、豪を戦地で失うこととなる。
豪の戦死は名誉とされるものの納得がいかず、軍事教育に染まった教育者である姉・のぶの言葉に「嘘っぱち」と怒りと悲しみをあらわにする。それ以降、戦争に関するあらゆる事に反発するようになり、草吉の戦争嫌いにも同調する。しかし、草吉が御免与町から去った後は考えを軟化し、朝田家が生き残るために乾パン作りなどを手伝う。その間に、勤務先である郵便局では出征のため男手が不足し、女性も集荷や配達などの外回りをするようになる。
終戦を迎えると、空を見上げて亡き恋人に呟く。夫を亡くして職を辞し、生きる気力を失ったのぶには「とにかく食べて眠るしかない」と助言する。
復員した男性職員が復職したため郵便局を解雇され、高知市内の会社に転職する。そこで経理の仕事をしながら、副業として高知新報でのぶが担当していた手芸の記事を執筆する。のちに会社の東京進出により、異動のため上京する。趣味で映画雑誌に投稿をしていたことをきっかけに、映画紹介で記事の連載を持つようになる。
美術チームと河合優実はインタビューで、ロールパンナのカラーをイメージした衣装であると明かしている。
朝田釜次（あさだ かまじ）
演 - 吉田鋼太郎
のぶの祖父。「朝田石材店」三代目の石工。のぶから「釜じい」と呼ばれる。
頑固一徹であるものの、同じく頑固な息子夫婦や孫娘の押しには弱い。昔気質で保守的でもあり、風変わりなパン職人・屋村草吉とは反りが合わず、呼び捨てにして喧嘩ばかりしている。高齢で腰痛持ちではあるものの、弟子・原豪の不注意による全治3か月の大怪我で休職する以外、一家の大黒柱として現役を続けている。
息子・結太郎が急死した際には、草吉が作るアンパンに朝田家全員が救われるものの、草吉を嫌っている割には一番多くアンパンを食べている。その後、「朝田パン」の開業のための場所や資材等を提供する。
のぶが教師になろうとすると反対するが、のちに「愛国の鑑」として取り上げられると誇らしげに語る。のちに、豪の戦死が兵事係（演 - 高橋岳則）により伝えられると、号泣する一方でそれを名誉ともしている。
しかし、乾パン製造を嫌がる草吉の心理を理解できず、陸軍からの依頼を断って朝田家が孤立すると、草吉に土下座をしてまで頼み込む。かつて、清国との戦争のため徴兵された経験があり、草吉が語る凄惨な過去に同情する。十年来の腐れ縁となっており、終の棲家として御免与町に留まるよう説得するものの、結局は草吉が旅立つのを見送ることになり、追いかけようとするのぶを引き留めて制止する。
戦況が悪化すると、物資の不足で休業する朝田パンとは裏腹に、戦死する若者の名前を墓石に刻むことが増えていく。終戦後、戦地から帰還した嵩と会い、「国のためであろうと、なくして良い命なんてひとつもない」と語る。
メイコが「素人のど自慢」に出場するため上京することを知り猛反対するが、妻・くらが自身に内緒で援助しており、若い頃に女優に憧れていたことを初めて知ることになる。
のぶたちが編集した「月刊くじら」を楽しみにしていたが、そのころには肺を患っており、咳き込むことが多くなる。見舞いに訪れた嵩に、自身を主人公とした四コマ漫画を描いてもらった夕刻、のぶに「面白がって生きろ」などと遺言を残す。最期に、孫娘たちが歌う「よさこい節」を聞き、結太郎や豪のもとへ旅立つ。戒名は「石匠功真信士」。
中園は、かまめしどんがモチーフと明かしている。
朝田くら（あさだ くら）
演 - 浅田美代子
のぶの祖母。のぶから「くらばあ」と呼ばれる。
孫娘たちから釜次と一心同体であると思われるほど、意見が一致しており仲が良い。
おしゃべり好きで、大のあんこ好き。息子・結太郎に先立たれた時は表情を失い、無口で餡団子にも全く手を付けない状態が続くが、草吉が作るアンパンで笑顔を取り戻している。
若い頃に高知市で見た活動写真に感動し、女優に憧れを抱くものの、京都の撮影所に行く決心がつかなかった過去を持つ。「のど自慢」の出場に憧れるメイコをかつての自分自身と重ね、自身ができなかった冒険をさせたいとして、メイコを後押しするために東京への汽車賃を渡す。
のぶと嵩の結婚を祝うために、羽多子たちと共に上京。歌舞伎や長谷川一夫を見るのが楽しみと語るが、実は釜次の遺影を携えている。2人を祝福したのち帰郷し、程なく釜次のもとへ旅立つ。
原豪（はら ごう）
演 - 細田佳央太
石工。釜次の弟子。年下ののぶらから「豪ちゃん」と呼ばれる。両親は亡くなっており、足摺岬で一人暮らしの祖母がいる。
尋常小学校に通っておらず、15歳の時に朝田石材店の石工となる。釜次から読み書きや計算、技術を学び、仕事の腕は釜次からも認められている。力持ちで朝田家の貴重な男手である一方、とても足が遅い。口数は少なく、動揺すると石を削る音が変わる。
蘭子のことが好きではあるものの、親方の孫娘であることから伝えられないでいる。出征直前、蘭子に告白して一夜をともにするが、昭和14年（1939年）、満期除隊を待たずに支那（中国）にて戦死したことが伝えられる。

#### 柳井家の人々
柳井登美子（やない とみこ） → 登美子（とみこ）
演 - 松嶋菜々子
嵩と千尋の母。明治30年（1897年）11月4日生まれ。出生姓は谷口。教養が豊かで見目麗しい一方、勝ち気かつ利発。
夫・清の死後、嵩を連れて御免与町の柳井家に居候していたが、しばらくして嵩を寛・千代子夫妻に託して家を出て、高知市内の呉服屋・勢内隆造と再婚する。単身で訪ねてきた嵩に「もう来てはいけない」と小遣いを渡して追い返そうとする。
以後、嵩たちとは8年間連絡を取ることはなかったが、突如として柳井家に出戻りしてからは奔放な振る舞いをして嵩を翻弄する。嵩が高知第一高等学校の受験に失敗し、浪人生活を送ることを知ると、再び柳井家を出る。
その後は東京に移り、嵩が東京高等芸術学校に合格した時も見守っている。ある時、銀座にある美村屋の店先で健太郎といる嵩と再会したのち、軍人と3回目の結婚をしたことを嵩に明かしている。
嵩が徴兵されることを知ると、座間も同席した銀座のカフェで「戦争に一番向いてない」と言って嵩に呆れられる。嵩が御免与町にて出征の挨拶をする際に突如現れ、生きて帰るよう言い聞かせて憲兵に連行されそうになる。
戦後は、3人目の夫が遺した目白の家で一人暮らし。手紙で連絡をとっていた嵩が上京してからは度々訪ねてくるようになった。新聞社を辞めた嵩に三星百貨店への就職を薦める。嵩が三星百貨店を辞める際に猛反対すると、嵩から「もう僕たちの人生に立ち入らないでくれ」と激昂され、それ以来会いに来なくなるが、のぶが登美子の家を時々訪ねるようになる。
歴史人は、やなせたかしの母・柳瀬登喜子がモデルと報じている。
柳井清（やない きよし）
演 - 二宮和也
嵩と千尋の父。
出版社で雑誌の創刊に携わったのち、新聞社で記者として勤務していたが、大正15年（1926年）11月13日、支那（中国）福建省アモイにて病死している。
出版社勤務時代に創刊した雑誌「少年倶楽部」が柳井家に残されており、孤独だった嵩の心を救い、のちに嵩が漫画家を目指すきっかけとなる。また、新聞記者時代の日記は戦時中に千尋からお守りとして嵩に渡り、その中にある「東亜の存立と日支（日中）友好は双生の関係である」の一文は、福建省の駐屯地で嵩が製作する紙芝居のヒントとなる。
嵩が極度の栄養失調で意識を失うと夢枕に現れ、死を覚悟する嵩を叱責し、愚かな戦争をするのが人間と切り捨てる。その一方で、美しいものを生み出すのも人間と諭し、人々が喜ぶものを何十年かかっても作り続るよう言い聞かせたのち、成長した嵩を笑顔で見届けると姿を消す。
南国市は、やなせの父・柳瀬清がモデルと報じている。
柳井千尋（やない ちひろ）
演 - 中沢元紀（幼少期：平山正剛）
嵩の弟。
大正10年（1921年）6月15日生まれ。東京府で暮らしていたが、父・清が病死すると、ほどなくして伯父・寛と伯母・千代子の養子となる。のちに同居する母・登美子と兄・嵩には親戚として挨拶するが、一緒に暮らしていた時のことを覚えている。養子に出された頃から、亡き父の写真を持ち続けている。
幼少期は体が弱く、いつも兄の陰に隠れていたが、中学生になると兄より大柄で柔道黒帯の有段者となり、文武両道の青年に成長する。パン食い競争では3等賞だったものの、のぶと田川岩男の失格で繰り上げとなり、賞品のラジオをのぶに譲っている。養母でもある伯母から医院の跡継ぎとして期待されていたが、血を見るのが苦手だったこと、教養があっても自立に苦労している母を目の当たりにしたことから法学を目指す。その際に、「兄に医学の道を譲り馬鹿にしている」と嵩から誤解され、一度だけ兄弟で大喧嘩をして嵩から殴られたことがある。
高知第一高等学校を経て京都帝国大学法科に入学するが、戦争が激化するに伴い繰り上げ卒業となる。学友たち（演 - 飯田倫太朗、田中穂先、清水天琴）の影響をうけて海軍予備学生に志願。海兵団、対潜学校を経て海軍少尉となる。
幼い頃からのぶが好きだったが、メイコ以外にそれを気付かれることはなく、兄の前ではその心を押し留めて応援に徹している。小倉にて嵩と再会すると、初めてのぶに対する恋心を明かし、不甲斐ない兄への怒りをあらわにする。そして、戦争が無かったらしたいことを挙げていき、「愛する国のために死ぬより、愛する人のために生きたい」という思いを告げる。
のちに佐世保から出航し、南方の海域にて戦死。「海軍中尉 柳井千尋 霊位」と書かれた木片のみが骨壺に納められ、終戦後に復員した嵩と無言の対面をすることになる。
中沢元紀はインタビューで、やなせの弟・柳瀬千尋がモデルと語っている。
柳井寛（やない ひろし）
演 - 竹野内豊
嵩の伯父。清の兄。のぶの父・結太郎とは幼い頃からの無二の親友。
御免与町で診療所「柳井医院」の院長を務める町医者。人が良く、町内だけでなく隣村へも往診に出掛けている。ウイスケ（ウイスキー）を好み、飲むと上機嫌かつ饒舌になる。
登美子の再婚以来、嵩と千尋の育ての父となる。家業である医院を継がせるよりも二人がしたいことを優先し、「何のために生まれて、何をしながら生きるのか」を考えさせるための道標を示す。嵩が高校受験に失敗して行方不明になると、往診帰りにも関わらず徹夜で探し回り、先が見えない嵩に「絶望のとなりは希望」と言って励ます。また、嵩と喧嘩別れをしたことを悔やむのぶに対し、孤独な嵩と仲良くしてくれたことへ、父親として感謝の言葉を述べている。
戦時中は往診前に食事を取らなかったり、休診日も遠方へ往診に出掛けることが多くなる。嵩の卒業作品を楽しみにしていたが、芸術学校を卒業する直前、隣村の患者家族（演 - 八須賀孝蔵、伊藤育恵）へ往診した帰りに倒れ、嵩の到着を待つことなく帰らぬ人となる。最期まで嵩の事を気にかけており、「選んだ道を中途半端で戻って来たら殴る」と千代子を通じて言葉を遺している。
弟・清が出版社勤務時代に刊行した雑誌、および新聞記者時代の日記が書かれた手帳を保管している。死後、日記は千尋が机の引き出しから見つけ、のちに嵩に手渡されている。
制作統括の倉崎憲は、やなせの伯父・柳瀬寛がモデルと語っている。
柳井千代子（やない ちよこ）
演 - 戸田菜穂
嵩の伯母。寛の妻。人として、家族としての厳しさと優しさを持ち合わせる。
登美子の再婚以来、嵩と千尋の育ての母となる。そのため、自由奔放な登美子と反りが合わない時期もある。
嵩や千尋が柳井医院を継ぐことに期待していたが、どちらも医院を継がないことで、実子がいないことを思い悩む。寛から「この家と結婚したのか」と叱られたことで、二人の進路を応援するようになる。のちに寛に先立たれると、焼香に訪れた羽多子とウイスケで献杯し、互いの亡き夫について語り合っている。
戸田菜穂はインタビューで、やなせの伯母・柳瀬キミがモデルと語っている。
宇戸しん（うと しん）
演 - 瞳水ひまり
柳井家の女中。千代子から「おしんちゃん」と呼ばれる。柳井家を献身的に支え、嵩たちから慕われる。
戦時中は寛の死、嵩と千尋の出征により、千代子と二人で柳井家の留守を守っている。終戦後に復員した嵩が帰還すると、千代子とともに嵩を出迎える。千尋が戦死し、自身は生きて戻ってきたことを悔やむ嵩に「皆が笑っていたあの頃に戻りたい」とこぼす。
歴史人は、柳瀬家の女中・朝やがモデルと報じている。

#### 若松家の人々
若松次郎（わかまつ じろう）
演 - 中島歩
のぶの最初の夫。若松家の次男。大型貨物船「ぱたごにあ丸」の一等機関士。
学生時代から写真撮影が趣味で、ドイツ製のカメラを絶えず持ち歩く。仕事の合間に船員たちを撮っており、被写対象となった人々の縁の地を訪れる夢を持つ。
機関長である父・航太郎と同じ船に乗船していた際、朝田結太郎と面識がある。のちに、結太郎の娘・のぶと見合い結婚し、高知市内に新居を構える。朝田家との関係は良好であり、御免与町を訪れた際には、妻の家族や町並みなどを写真に収めている。
早い時期から「戦争で日本は勝てない」と考えていたものの、のぶに気を使ってなかなか言い出せずにいる。戦況の悪化により貨物船が軍用船として改造されると、のぶに愛用のカメラを預け、武器等を運ぶなどの危険な航海へ旅立つ。しかし、肺病である肺浸潤（結核）のため帰国し、広島県・呉の海軍病院で入院する。
学生時代に速記も学んでおり、それで日記を書いている。見舞いに来たのぶに速記を教えることを約束したが、数日後に喀血して容態が急変し、高知から駆けつけたのぶたちに看取られ亡くなる。
日記の最後のページに、最後の夢として「自分の目で見極め、自分の足で立ち、全力で走れ、絶望に追いつかれない速さで」と書き残している。のぶが速記を学び、のちに高知新報に就職するきっかけとなる。
制作統括の倉崎憲は、小松暢の最初の夫・小松総一郎を参考にしていると語っている。
若松節子（わかまつ せつこ）
演 - 神野三鈴
次郎の母。
夫の友人の娘・のぶの噂を聞きつけ、朝田家に縁談を持ち掛ける。見合いの席で「ハチキン」とはかけ離れたのぶの印象に戸惑うものの、息子との仲睦まじい様子に目を細める。息子夫婦とは近所同士であり、夫や息子が航海で留守の間は、家を守るのぶのことを気に掛ける。
次郎に先立たれると、まだ若いのぶのことを慮り、若松家に縛られることなく生きてほしいこと、大阪府で孫が5人いる長男宅に夫とともに移り住むことを羽多子に告げる。また、自宅に速記の参考書が残されており、それをのぶに託している。

#### 辛島家の人々
辛島健太郎（からしま けんたろう）
演 - 高橋文哉
柳井嵩・のぶ夫妻の義弟。嵩とは高等芸術学校時代からの付き合いで、義兄弟になっても「健ちゃん」「柳井君」と呼び合う。
福岡県出身。京都にある高等工芸学校の受験から嵩を知っており、試験官（演 - 小國一俊）が横山先生の漫画『フクちゃん』の主人公に似ていたことがきっかけで声を掛ける。試験は不合格で嵩と別れを告げるが、のちに補欠合格として嵩と再会する。
故郷の父とは絶縁状態。東京府内の親戚宅から通学していたが、遠いとの理由で東京市内にある嵩の下宿先に転がり込む。嵩が高知へ帰郷するとついて行き、メイコとともに嵩とのぶの仲直りを計画する。その際、メイコに好意を持たれるが気付かずに終わる。
卒業後は広告事業社に就職するものの、翌年に嵩より先に出征することになる。入隊後は陸軍小倉連隊の炊事班に所属し、半年後に配属となった二等兵の嵩と再会する。その際は古兵たる一等兵としての態度をとるが、母校の「図案科の歌」を共に口ずさみ再会を喜ぶ。
内務班の古年兵・八木信之介の存在は炊事班でも有名であり、嵩に八木に関する様々な噂を教える。嵩が幹部候補生試験を受験する際には、酒保で購入したアンパンを差し入れる。のちに嵩が伍長となり上下関係は逆転するものの、上官が不在の時は方言交じりで語り合う。
小倉連隊が福建省に駐屯すると、嵩とともに宣撫班で紙芝居の制作にあたる。戦況が悪化すると元の炊事班に戻り、のちに極度の栄養失調で意識を失った嵩を駐屯地にて介助する。
終戦後は福岡に帰還したのち、御免与町にて柳井家や朝田家の人々と再会する。家族は無事であるものの、大空襲で家財を全て失っている。嵩と再起を図るため、高知市内の闇市にてアメリカ進駐軍から廃品を回収して売る商売を始める。のちに高知新報に入社してものぶに遠慮している嵩に対し、「同じところを回っている独楽」と例えるが、自身もメイコの想いに気付かないでいる。
嵩の就職で新たな道を模索しようとしていた矢先、元締めへのショバ代支払いに絡み、露店を閉めて闇市から姿を消す。
その後上京し、NHKに就職。番組ディレクターとして嵩たちと再会する。メイコが「素人のど自慢」で不合格となり嫌われたと思っていたが、互いの想いが同じであることを知りメイコと結婚する。
モデルプレスは、カレーパンマンがモチーフと報じている。
朝田メイコ（あさだ メイコ） → 辛島メイコ（からしま メイコ）
演 - 原菜乃華（幼少期：永谷咲笑）
健太郎の妻。のぶの妹。朝田家の三女。
天真爛漫な性格で、歌うことが好き。高等小学校に進学した後は、実家で朝田パンの手伝いをしており、歌いながらアンパンを売り歩く。その一方で、のぶに対する千尋の気持ちにただ一人気付いている。
のぶが嵩と喧嘩別れをしたことを気にしており、御免与町を訪れた健太郎とともに、仲直りをさせるための作戦を立てる。のちに浜辺で「椰子の実」を歌い、健太郎から歌声を褒められた事で心を奪われる。あからさまに態度が変わるものの、当の健太郎が好意に気づいている様子は全くなく、「のらくろに似てる」と言われてしまい落ち込む。
戦時中に健太郎が戦死していたと思い込んでおり、終戦後に帰還した嵩とともにいた彼と再会すると涙ぐみ、無事に生きて戻ってきた事への喜びと感謝の言葉を泣きながら述べる。
終戦後、ラジオから流れる「素人のど自慢」を聴き、自身も出場したいという気持ちが芽生える。しかし、蘭子から東京行きの汽車賃を借りようとするが相手にされず、釜次から「浮かれるな」と叱責を受けてしまう。家族への反発で家出をするが、不安になって高知市で下車し、若松家の前で佇んでいるのを帰宅したのぶに発見される。
若松家に駆けつけた羽多子も交え、「みそっかすの自分を変えたい」と決意を語る。「素人のど自慢」の出場を叶えるまでは御免与町には帰らず、東京への汽車賃は自分で働いて貯めることを伝える。
羽多子とのぶの了承を得て、しばらくは若松家に身を置くこととなる。職場勤めをしたことがなく職探しは難航するものの、食堂の女給として働き始める。のちに、のぶから嵩と健太郎が闇市にいることを教えられ、健太郎に会うために露店へ何度も足を運ぶ。のぶや蘭子には名前を伏せて恋する人の存在を明かしていたが、ここでも健太郎に想いを伝えられず離れてしまうことになる。
蘭子の転勤にともない上京。雇われた銀座のカフェにて健太郎と再会し、「素人のど自慢」の出場を勧められる。本番では健太郎の登場に緊張して不合格となるものの、互いの気持ちを知り結婚。2人の子宝に恵まれる。
美術チームと原菜乃華はインタビューで、メロンパンナのカラーをイメージした衣装であると明かしている。
辛島愛（からしま あい）
演 - 五十嵐美桜 → 津久井有咲 → 岡本望来
辛島家の長女。
辛島花（からしま はな）
演 - 前田花 → 戸簾愛
辛島家の次女。

### 学校関係者

#### 主人公の幼なじみ
田川岩男（たがわ いわお）
演 - 濱尾ノリタカ（幼少期：笹本旭）
尋常小学校の児童。のぶと嵩の同級生。
両親（演 - 若林久弥、増岡裕子）は御免与町で材木を扱う豪商。ガキ大将的存在で、東京から来た嵩をいじめてはのぶに痛めつけられる。
卒業後、御免与町の祭りのパン食い競争でのぶや嵩らと再会し、蘭子に一目惚れする。パン食い競争では不正を働き余裕を見せるものの、飛び入り参加したのぶに追い抜かれ2等賞となるが失格している。
のちに家業である材木商を引き継ぎ、蘭子に結婚を申し込む。しかし、かつてのパン食い競争で蘭子が不満を抱いており、のぶとメイコにそれを暴露され破談となる。
戦時中は四国師団工兵連隊に所属する。陸軍兵長として野戦任務に就き、前線で戦っている。その時点で妻子がいるものの、息子の顔を見ることなく中国・福建省に進軍。翌年に同地の駐屯地にて嵩らと再会する。
現地の少年・リンに懐かれているが、彼が1年前のゲリラ討伐により射殺した女性の息子であることを知っている。戦況が悪化し、リンに「便衣（スパイ）と疑われているため一緒にはいられない」と抱擁した矢先、彼に銃撃される。
リンを追おうとする八木信之介上等兵たちを制止し、彼が無関係であることを言い張る。リンを褒める言葉を呟くと、笑みを浮かべて息絶える。
今野康太（こんの こうた）
演 - 櫻井健人（幼少期：中村羽叶）
尋常小学校の児童。のぶと嵩の同級生。のぶらから「コン太」と呼ばれる。
学校に弁当を持ってくることが出来ず、岩男らとともに嵩をいじめて弁当にありついている。時々、嵩の厚意で弁当をもらうこともある。
卒業後、御免与町の祭りでのぶや嵩らと再会し、パン食い競争に参加する。
戦時中、高知連隊にて嵩とともに呼び出され、小倉連隊に配属される。不安に駆られる嵩に「ライスカレーがあるから天国」と食事中に述べている。しかし、福建省の駐屯地では補給路が断たれ、極度の空腹で理性を失い民家を襲撃してしまう。そこの老婆から出されたゆで卵で飢えをしのぐと、「故郷の母に似ていた」と後悔している。その後も嵩とともに戦地をさまよい、雑草を食べて飢えをしのぐ。
終戦時の行動は明かされていないが、戦後に高知市内の闇市にて、嵩らとともに進駐軍の廃品を売る商売を行っている。その際、孤児たちに混じってアメリカ兵に「ギブミーチョコレート」とねだったが貰えなかったと不満を漏らす。
小川うさ子（おがわ うさこ）
演 - 志田彩良（幼少期：中野翠咲）
尋常小学校の児童。のぶと嵩の同級生。
のぶとは幼なじみで、尋常小学校から女子師範学校まで進路が同じ。
高等女学校では結婚に憧れるが、見合い相手が気に入らず、のぶに内緒で女子師範学校に合格する。しかし、寮生活が余りにも厳しかったためホームシックとなり、黒井雪子から「鏡川のボウフラより弱い」と叱責される。泣き虫だったが週末に帰郷せず、黒井らに鍛えられて芯の強い女性となる。卒業後も師範学校に残り、黒井とともに後進の育成をすることになる。

#### 御免与尋常小学校・国民学校の人々
伊達正（だて ただし）
演 - 樫尾篤紀
御免与尋常小学校のち御免与国民学校の教師。のぶと嵩の担任。
のぶらの卒業後、御免与町の祭りで再会する。パン食い競争で審判を務めるものの、女子の参加を一切認めず、嵩の代わりに参加して1等賞となったのぶに失格を言い渡す。
のちに、女子師範学校を卒業し教師となったのぶと同僚になる。尋常小学校が国民学校になると、のぶとともに児童たちに訓練を行う。
終戦後、連合国軍最高司令部（GHQ）の指導に従い、教科書の墨塗りを児童たちとともに行っている。
皆川平吉（みながわ へいきち）
演 - 藤本健翔
尋常小学校のち国民学校の児童。のぶの教え子。
兵隊に憧れており、国語の書き取りでヒトラーによるポーランド侵攻を発表したり、兵隊さんごっこで遊んだりする。
原豪の戦死の際は朝田家へ弔問に訪れ、のぶに立派な兵隊になることを誓う。
熊井太一（くまい たいち）
演 - 瀬口直助
尋常小学校のち国民学校の児童。のぶの教え子。
のぶが担任である教室の委員長で、号令係を務める。
小島紀子（こじま のりこ）
演 - 木村日鞠
尋常小学校のち国民学校の児童。のぶの教え子。
古山時三（こやま ときぞう）
演 - 中尾隆聖
尋常小学校のち国民学校の校長。
のぶが教師として赴任したときの校長で、「愛国の鑑」であることを誇りに思っている。しかし、陸軍による乾パン製造の依頼を朝田パンが断ったことを知ると激怒し、のぶへの態度を一変させる。

#### 高智高等女学校の人々
山下実美（やました みみ）
演 - ソニン
高知県立高智高等女学校の教師。のぶとうさ子の担任。
「心身ともに健康で、立派な男子を産み育てる日本婦人」となるための教育を行っている。休暇のため御免与町に帰郷している海軍中尉・貴島勝男の校内見学を案内し、体育を重視していることを説明する。
女子師範学校を目指すものの通知簿の内容が伴わないのぶに対し、「心がけは、素晴らしい」と告げる。
雨宮春代（あめみや はるよ）
演 - 佐々木ありさ
高等女学校の生徒。のぶとうさ子の同級生。
母校を訪れている海軍中尉に心をときめかせる。
金田松子（かねた まつこ）
演 - 松平春香
高等女学校の生徒。のぶとうさ子の同級生。
卒業後は県庁職員との結婚が決まっている。

#### 高智女子師範学校の人々
黒井雪子（くろい ゆきこ）
演 - 瀧内公美
高知県高智女子師範学校の教師。担当科目は国語と体操。
入学試験で遅刻しそうになったのぶを校門で出迎えており、男性面接官（演 - 宮島岳史）とともにのぶを面接する。男性に劣らぬ威圧感があり、授業内外で女学生たちに厳しく接し、「良妻賢母」を育成するため「忠君愛国」「銃後の守り」を叩き込む。教育方針に妥協が一切なく、戸惑うのぶを「弱い」と言い放つ。
女子師範学校を卒業後に一度結婚したが、3年間子供ができなかったことで婚家から追い出された過去がある。偽名の男性（嵩）と手紙のやり取りをしていたのぶを「ふしだらにも程がある」と言い放つものの、すでに別れていたのぶの心情を慮り、理事会には報告せず不問とする。卒業の日、校門にてのぶに初めて笑顔を見せるとすぐに真顔となり、「愛国の鑑たれ」の言葉とともに送り出す。
白州タキ（しらす タキ）
演 - 青山祥子
女子師範学校の生徒。のぶとうさ子の先輩。寮の部屋長。
のぶらと同部屋で、2人が入寮した時は体調不良で休んでおり、ベッドで愚痴を一部始終聞いている。無口で夜中に起きることが多く、そのたびにのぶを同行させる。
郡山国子（こおりやま くにこ）
演 - 西野優希
女子師範学校の生徒。のぶとうさ子の先輩。
タキと同様にのぶらと同部屋で、2人が入寮した時は素性を明かさず、無愛想に案内している。無口なタキに代わり、寮の理不尽なしきたりを叩き込む。
宍戸杏（ししど あん）、元木桃子（もとき ももこ）
演 - 瀬戸芭月（宍戸杏）、西畑澪花（元木桃子）
女子師範学校の生徒。のぶとうさ子の後輩。
入寮初日は緊張していたが、部屋長のうさ子が寮の理不尽なしきたりを言い間違える。それがきっかけで打ち解け合い、2人を慕うようになる。
事務員
演 - 福田らん。
女子師範学校の事務員。
嵩の偽名「柳井嵩子」からの手紙をのぶに渡す。
校長
演 - おかやまはじめ
女子師範学校の校長。
のぶが「愛国の鑑」として高知新報に掲載されたことで上機嫌となる。

#### 東京高等芸術学校の人々
座間晴斗（ざま はると）
演 - 山寺宏一
東京高等芸術学校図案科の教師。嵩の恩師。
陽気かつ自由で型破りな考えを持つ。授業初日、嵩たちにデザイナーだけでなく小説家やタップダンサーになっても良いと説き、銀座に行って学ぶよう指示を出す。また、個性的な歌詞の「図案科の歌」を生徒に紹介し、カフェの店長（演 - 陰山泰）の要望にて軍人（演 - 養田和裕）の制止を拒否して生徒らと歌う。嵩がのぶとの関係に悩み、彼の描く絵が変化していると「人生のスランプか」と問いかけている。
戦時下になると、出征する教え子たちを見送ることになり、嵩へは自身の経験から「兵隊の訓練は地獄、戦場はもっとであろう」と述べている。のちに、カフェで嵩の母・登美子も交えて語り合った際、嵩との義理の父子関係を本気で考える。しかし、登美子が軍人と再婚していることを聞かされると、物資不足で酒もコーヒーも無かったことから飲みたかったと嘆く。
山寺宏一はインタビューで、やなせの恩師である東京高等工芸学校（のちの千葉大学工学部）工芸図案科教授・杉山豊桔がモデルと語っており、デイリースポーツはザーマス・ボンドがモチーフと報じている。
辺見菊磨（へんみ きくま）
演 - 三河悠冴
高等芸術学校の生徒。嵩の同級生。
デッサンでは嵩が圧倒されるほどの腕前を持ち、座間に「天才」と言わしめる。
瓜田朝雄（うりた あさお）
演 - 八木将康
高等芸術学校の生徒。嵩の同級生。
9年間の浪人生活を経て入学しており、座間から「キューちゃん」と呼ばれる。
デッサンモデル
演 - カナキティ
図案科の授業のヌードモデル。
授業後に座間からカフェのデートに誘われるが、やんわりと断る。

### 高知の市井

#### 御免与町の人々
屋村草吉（やむら そうきち）
演 - 阿部サダヲ
風来坊のパン職人。「ヤムさん」「ヤムおんちゃん（ヤムおじさん）」と呼ばれる。
口が悪く金に目ざといが、パン作りの腕は確か。全国を旅しており、酒種（酵母）が入った壷を大切に持ち歩いている。釜次とは反りが合わず、事あるごとに口喧嘩をする。趣味は川釣り。
嵩や登美子と同じ汽車で御免与町にやって来て、ひょんなことからのぶや嵩と知り合う。当初はすぐに広島県へ旅立つ予定だったが足止めを食らい、それが孤独な嵩や不幸続きの朝田家を救うことになる。のぶや羽多子の熱意により、朝田家に住み込みで本格的にアンパン作りを始め、豪とは相部屋となる。
東京銀座のパン屋・美村屋に、瓜二つの人物の写真が飾られている。過去の経歴にも一切触れさせず、のぶや嵩から問いかけられても「人違い」などと言ってはぐらかす。
戦争に関わるのを避け、朝田パンが依頼された陸軍からの乾パン製造を頑なに拒絶する。しかし、婦人会の根回しで陸軍から乾パンの材料が運び込まれ断れない状況になったため、朝田家のためにも乾パンを作るが、納品した翌朝の明け方に御免与町から旅立つ。
旅立つ前、かつて銀座のパン屋（美村屋）で働いていたこと、修行のためカナダに密航したが欧州大戦にイギリス軍の日本人義勇兵として出征させられたこと、前線の塹壕で戦死者が持っていたビスケット（乾パン）を食べて命をつないだことなどを釜次に明かす。それと同時に、朝田家に10年以上居た理由として、別れを嫌がるのぶの言葉がきっかけであることも明かしている。
6年後、釜次の葬儀が執り行われる中、朝田家の前にふらりと現れるが、放浪期間中はパンを作っていないこと、アンパンの酒種（酵母）が駄目になったことを明かす。後日、代わりにトウモロコシ粉と芋餡で作ったアンパンもどきを、朝田家全員と居合わせたのぶと嵩に振る舞うが、すぐに御免与町を去っている。
後に、東京の新橋にて健太郎に目撃される。
天宝和尚（てんぽうおしょう）
演 - 斉藤暁
御免与町の寺の住職。釜次の友人。
噂話好きで、団子屋で釜次らと油を売っている。のぶが「愛国の鑑」で有名になると、事あるごとにそれを引き合いに出す。
中園は、てんどんまんがモチーフと明かしている。
桂万平（かつら まんぺい）
演 - 小倉蒼蛙
御免与町の団子屋の主人。釜次の友人。
朝田家で初めてアンパンを作る際、あんこの融通と焼き窯づくりに協力する。
中園は、カツドンマンがモチーフと明かしている。
駅長、駅員
演 - 渡辺郁也（駅長）、笈川健太（駅員）
御免与駅の駅長、駅員。
大出加子（おおいで かこ）
演 - 島本須美
御免与町の老婦人。朝田家と顔なじみ。
朝田パンが開店すると、一番乗りでアンパンを買う。
山本小夏（やまもと こなつ）
演 - 金井晶
御免与町の少女。
パン食い競争に参加しようとするが、伊達から女子であるという理由で断られる。
祭りの後、神社に一人でいたのぶの前に現れて笑顔を見せる。
餅田民江（もちだ たみえ）
演 - 池津祥子
国防婦人会の婦人。朝田家と顔見知り。夫と息子が出征しており、割烹着姿で「愛国婦人会御免与支部」のたすきをかけている。2人の婦人（演 - 寺島ゆうか、倉本沙耶）を連れていることが多い。
のぶが「愛国の鑑」で有名になってから、朝田家に頻繁に関わるようになり、ある時は強引にのぶの縁談を持ちかける。その一方で、朝田パンが陸軍による乾パン製造の依頼を断ると激怒し、朝田家を孤立させて製造せざるを得ないよう根回しする。
戦況が悪化し本土が空襲を受けても、「お国の勝利」を信じ続ける。弱気になっていたメイコらを叱責し、「進め一億火の玉だ」と気合を入れて防空壕づくりを張り切り腰を痛めてしまう。
佐藤金太（さとう きんた）
演 - 宮下靖幸
商売人。朝田パンの取引相手。
陸軍の命令で、朝田パンに乾パンの材料である小麦粉を運び込む。
皆川紋吉（みながわ もんきち）
演 - 宮本輝
皆川平吉の弟。
兄と同様、兵隊に憧れる。
小島泰平（こじま たいへい）
演 - 成田次郎
小島紀子の兄。
出征の際に戦場から戻ってくることを連想させる挨拶をしたため、民江に叱られ言い直す。
小島ウメ（こじま ウメ）
演 - 山田里奈
紀子と泰平の母。

#### 高知市の人々
勢内隆造（せうち りゅうぞう）
演 - 宮坂ひろし
呉服屋の主人。登美子の再婚相手。
娘（演 - 髙木悠叶）がいる身で登美子と再婚するが、8年後に離婚する。
係の教師
演 - 千葉誠太郎
高知県立高知第一高等学校の教師。
試験会場で入場案内を行う。
なおき
演 - 二ノ宮陸登
高知市の少年。のぶを「ハチキンのお姉ちゃん」と呼ぶ。
市内の空襲で両親とはぐれ、崩れかけた家屋の下で泣きじゃくっていた所をのぶに助けられ、翌朝に母（演 - 土井玲奈）と再会する。
終戦後、夫と職を失い落ち込んでいたのぶと再会し、母とともに笑顔で礼を述べる。
幸男（ゆきお）
演 - 阿久津翔真
闇市の孤児。
大阪府出身。大空襲で家族を失い、高知県にいる親戚のもとに身を寄せるが、そのまま孤児となる。
のぶが八百屋の主人（演 - 武谷公雄）に取材をしていたところ、二人の目を盗んで野菜を奪い逃走する。しかし、すぐに戻って野菜を返しており、後日、のぶが取材に訪れた時には、主人の厚意により八百屋で働いている。
彼への取材記事は、のぶにとって初めて朝刊一面に掲載されることになる。のちに主人の養子となり、高知新報の月刊誌「月刊くじら」が企画する座談会に戦災孤児（演 - 根本葵空、関根咲奈）とともに呼ばれ、養子になる前は多くの悪い大人に騙されていたことを語る。
羽村（はむら）
演 - 佐古井隆之
質屋「羽村質店」の若旦那。
高知新報の記者・小田琴子と飲み屋で知り合う。その繋がりで、雨の中を訪れたのぶと琴子に対し、高知新報が新たに出版する月刊誌「月刊くじら」の広告主を快く引き受ける。
鰐口（わにぐち）
演 - 藤尾勘太郎
羽村質店の番頭。
「月刊くじら」の広告主を探している東海林明やのぶを門前払いする。
のちに、広告料を取り立てに来たのぶと嵩に対し、月刊誌の内容を酷評して支払いを拒否する。反論したのぶのバッグが当たったことで逆上し、誤って嵩を平手打ちしてしまう。

### 軍人

#### 高知の軍人
貴島勝夫（きじま かつお）
演 - 市川知宏
海軍中尉。のぶの幼なじみ。
御免与町生まれ。幼少期はガキ大将で、年下ののぶから「勝っちゃん」と呼ばれる。
帰省中に高等女学校に立ち寄った際、のぶと再会する。細々と商いを続ける朝田パンの売り上げ向上のため、町内の祭りで「パン食い競争」を企画し、町長に朝田パンを使うよう働きかける。その際、のぶと親しげな様子を嵩に目撃されており、嵩に「ジェラシー」を抱かせることになる。
パン食い競争では伊達とともに審判を務める。離郷時にのぶから教師になる夢を告げられた際、パン食い競争で転倒しそうになったのぶを助けたのは、3等賞となった柔道着の若者（千尋）であることを明かす。
中日スポーツは、かつぶしまんがモチーフと報じている。
有賀功（ありが いさお）
演 - 下総源太郎
陸軍中佐。
児童への講演のため、御免与尋常小学校を訪れる。朝田パンの評判を聞いており、教師ののぶに乾パン製造を依頼する。
春日昭彦（かすが あきひこ）
演 - 大門嵩
陸軍上等兵。憲兵隊の軍人。
朝田パンに乾パン製造を命令し、搬入される材料および製造過程の監視を行う。
憲兵
演 - 牧野尊、一之瀬翔真
陸軍伍長と上等兵。憲兵隊の軍人。
出征する嵩に生きて帰るよう言い聞かせる登美子とのぶを「反戦主義者」「非国民」と見なして連行しようとする。
准尉、軍曹
演 - 山﨑秀樹（准尉）、松本こうせい（軍曹）
陸軍准尉と軍曹。高知連隊の軍人。
内務班に所属していた二等兵の嵩らを呼び出し、准尉が小倉連隊への転属を命じる。その際、態度がたるんでいるとして軍曹が嵩を平手打ちにする。

#### 福岡・小倉連隊の軍人
八木信之介（やぎ しんのすけ）
演 - 妻夫木聡
陸軍上等兵。小倉連隊内務班の古年兵で、嵩の戦友となる。
福岡県出身。軍の規律に厳しい一方、暴力を一切振るわない。班内で群れることを嫌い、窓際に独りで本を読んでいるか空を眺めている。大学を卒業しているものの、兵役から早く離れたいため幹部候補生試験を一切受けず、兵役4年目でありながら上等兵止まりである。そのため、金鵄勲章を授与された、あるいは特務機関出身との噂もある。中隊長にも顔が利き、目をつけられたら戦場の最前線に送り込まれるとして恐れられている。
嵩が入隊初日に出遅れたところを声を掛け、「気を抜く奴が真っ先に死ぬ。肝に銘じよ。」と気合を入れる。彼が井伏鱒二の詩集を持参していたことから同じ人間臭さを感じ、古年兵から暴力を受けそうになると、理由を明かさず軍人勅諭を暗記させている。それ以降も、古年兵の暴力から何度も嵩を助けており、指導の名目による隔離場所での単独作業だけでなく、幹部候補生試験を受けさせる根回しをするなど影響を与える。当初は嵩から警戒されるものの、のちに感謝の言葉を述べられるが、理由を一切明かさずしらを切り通す。嵩から「戦場で生き残るには」と問われた時、「卑怯者になること」と答えている。
小倉連隊が福建省に駐屯した際、嵩が描いた自身の似顔絵を同期の軍曹に紹介したことが、嵩が宣撫班に在籍するきっかけとなる。のちに、嵩らが制作した紙芝居の審査にも同席し、勧善懲悪の筋書きにこだわる中隊長に意見を具申している。
普段は口数が少なく、感情を表に出さない。しかし、嵩の幼なじみである田川兵長が地元の少年に射殺されると怒りが爆発し、「占領地良民を己が同朋兄弟と心得」等が書かれた守備隊心得を破り捨てる。かつて嵩から問われたことについて「卑怯者は忘れることができる。そうでない者は決して忘れられない」と明かし、嵩にどちらなのか何度も問い詰める。
終戦後に上京。ガード下で密造酒の販売をしつつ、戦災孤児の世話もしている。「体だけでなく心の栄養も必要」と考えており、食料だけでなく読み聞かせなどの教育も施す。ひょんなことから上京した嵩と再会し、のぶとともにぶっきらぼうながらも交流を深めていく。
のちに、雑貨店「九州コットンセンター」の雇われ店長になる。孤児院の裏手にあり、子供（演 - 宇陽大輝）たちが作る小物などを販売する。
神野万蔵（かみの まんぞう）
演 - 奥野瑛太
陸軍軍曹。小倉連隊内務班の班長。
指導が厳しく拳で殴るものの、八木が制止するとすぐに止める。嵩が世話係になると、服のたたみ方さえ満足にできない嵩が抜擢された事を理解できないでいる。幹部候補生試験当日に嵩が寝過ごして受験資格を失うと、中隊長・島仙吉に救済措置を頼み込むが、のちに「変わり者（八木）に頼まれたから」と嵩に明かしている。
福建省に進駐しても班長としての範を示し、敵の攻撃で補給路を断たれても援軍を信じて鼓舞し続ける。しかし、暴走した康太が老婆宅を襲撃すると、始めは帝国軍人の誇りを説くものの、老婆からゆで卵を出されると理性を失い、康太を押しのけて真っ先に殻ごと貪り食う。
馬場力（ばば りき）
演 - 板橋駿谷
陸軍上等兵。小倉連隊内務班の古年兵。
福岡県出身で、妻がいる。初年兵の教育係として厳しく指導し、事あるごとに平手打ちをする。その一方で、理解や暗記する事が苦手。
特に嵩に対して厳しく、持参した井伏鱒二の詩集を破ろうとした末に踏み付ける。神野から殴られた腹いせとして、嵩が戦闘帽を盗んだと濡れ衣を着せたこともある。のちに嵩が乙種幹部候補生に合格すると、これまでの仕打ちを詫びて手を上げることをやめ、甲田や目黒も加えて厩舎で祝杯を上げる。それ以降、手を上げることはなくなり、方言で話すようになる。
甲田鉄（こうだ てつ）
演 - 萩原亮介
陸軍一等兵。小倉連隊内務班の古年兵。
福岡県出身。馬場と同様、初年兵には厳しく平手打ちを繰り返し、嵩に濡れ衣を着せたこともある。嵩が乙種幹部候補生に合格すると、仕打ちを詫びてともに祝杯を上げる。
加畑安雄（かばた やすお）
演 - 薄平広樹
陸軍二等兵。小倉連隊内務班の初年兵。
福岡県出身。今野康太に劣らぬ食いしん坊。
厩舎にて八木に関する様々な噂を語る。
目黒新（めぐろ あらた）
演 - 日高由起刀
陸軍二等兵。小倉連隊内務班の初年兵。
福岡県出身。中学校までしか卒業していないため、陸軍で立身出世を目指す。志願して幹部候補生試験を受験し、士官である甲種幹部候補生に合格する。それ以降、小倉連隊から離れる。
島仙吉（しま せんきち）
演 - 横田栄司
陸軍大尉。小倉連隊の中隊長。
連隊内では父親的存在。軍の規律には厳しいものの、表情と言葉遣いは柔らかく、時には豪快に笑うこともある。
内務班に現れて抜き打ちで「軍人勅諭」を唱えさせた時、内容を完璧に覚えていた嵩を気に入る。のちに、嵩が幹部候補生試験の当日に寝過ごすと、班長・神野の頼みで受験ができるように便宜をはかる。嵩が乙種幹部候補生に合格した際、だらしない理由として述べた方言「たっすい（根性なし）」を気に入る。
福建省に駐屯した時は、宣撫班に所属していた嵩たちが制作した紙芝居を審査する。内容がぼやけているとして勧善懲悪にこだわるものの、八木の具申もあり合格を認める。
週番士官
演 - 松浦慎一郎
陸軍少尉。
早朝まで厩舎で居眠りしていた嵩を叩き起こし、幹部候補生試験に受験できないことを告げる。
上松庄助（うえまつ しょうすけ）、下川宗一（しもかわ そういち）
演 - 久村優太郎（上松庄助）、三浦和也（下川宗一）
陸軍二等兵。小倉連隊内務班の初年兵。
伍長となっていた嵩を恐れていたが、嵩に古年兵の靴磨きを手伝ってもらう。
准尉
演 - 木津誠之
陸軍准尉。小倉連隊の軍人。
粕谷将暉（かすや まさき）
演 - 田中俊介
陸軍軍曹。小倉連隊宣撫班の班長。八木とは同期入隊。
福建省の駐屯地にて地元民の懐柔を図り、占領に有利となるよう任務を遂行する。しかし、宣撫班員（演 - 志村光貴、木村巴秋）による紙芝居『桃太郎』で村民（演 - HOJO、Ko・H）らの反発を招いている。そこで、八木の似顔絵を描いた嵩の画力に目をつけ、炊事班の健太郎とともに宣撫班に所属させ、大至急で紙芝居を制作するよう命じる。

#### アメリカ兵
シーガー
演 - ジョナサン・シガー
アメリカ進駐軍の軍人。
日本人通訳（演 - ヒロウエノ）を伴い高知新報社会部記者の取材を受けていたが、そこに同伴していた女性記者（のぶ）の事が気になり、取材を打ち切って声を掛ける。

### 中国
リン・シュエリャン
演 - 渋谷そらじ
支那（中国）福建省の少年。
日本陸軍の駐屯地にて岩男と親しく、相撲などで遊んでもらっている。しかし、小倉連隊が進駐する1年前、故郷の村が日本軍工兵連隊によるゲリラ掃討作戦で標的となり、母が岩男に殺されるのを目撃している。自身も便衣（スパイ）と疑われているとして岩男から別れを告げられたため、両親の仇討ちとして父の形見の拳銃で岩男を射殺する。すぐに逃げたものの八木に見つかり、仇を取ったが気分は晴れないこと、岩男を先生として慕っていたことを泣きながら吐露する。その後、八木によって見逃される。
通訳
演 - ブンリュウ・ティ
中国人通訳。
嵩らが制作した紙芝居「双子の島」の内容を変更して村民に伝える。
ヤン・チュアンユン
演 - 天野眞由美
福建省の奥地に住む老婆。
極度の空腹で正気を失った康太に襲撃され、それを止めに来た神野や嵩にも、食糧が他の連中に奪われて無くなったことを説明する。しかし、康太が聞き入れないため、唯一の食糧である産みたての鶏卵を全て茹でて分け与える。ゆで卵を殻ごと貪り食う3人を哀れみ、「空腹は人を変えてしまう」とつぶやく。

### 高知新報
制作統括の倉崎憲は、高知新聞社がモデルと語っている。
東海林明（しょうじ あきら）
演 - 津田健次郎
高知新報の編集局主任。無所属のち月刊くじら編集室編集長。
熱血漢であり、「一度聞いたものは一度で頭に叩き込め」「現場へ行け、足で稼げ、目と耳で感じろ。そこに真実がある」など、記者の鉄則を説く。その一方、おっちょこちょいで無責任な発言をする事がある。戦時中に戦争を美化する記事を書いたことを悔いており、戦後に手のひらを返して素知らぬ顔の新聞社に愛想を尽かしている。
高知市内の闇市にてカストリ（密造酒）を飲んでいたところ、人々の声を書き留めているのぶに声を掛け、新聞記者に必要な「好奇心、探求心、しぶとさ、ずうずうしさ」を全て持ち合わせているとして採用を言い渡す。翌日に新聞社を訪れたのぶに対する記憶が全く無かったが、後日に入社試験の面接で戦時中の立場を語った彼女の人間性を買い、上司を説得してのぶを「猫の手」として採用する。
女性や新人であることに関係なく、のぶを入社初日から社会部記者の取材に同行させ、翌日には単独で闇市の子供たちの取材に行かせる。取材原稿の審査は厳しく容赦が無いものの、のぶの行動力により短期間で朝刊一面の掲載を認める。
のちに、夕刊の刊行が予定されると、編集長に抜擢される。「嘘や偽りのない、戦後の人々の声なき声を聞く」の信念のもと、夕刊の編集局員となった岩清水やのぶとともに構想を練るが、刊行が中止となってしまう。一時は無気力となるものの、のぶが取材を続ける姿勢と「絶望のとなりは希望」の言葉に元気を取り戻す。その直後、嵩らが経営する露店でアメリカ雑誌「HOPE」を購入した後に新聞を置き忘れたことで、嵩が高知新報の入社試験を受験するきっかけとなる。面接では嵩に関する良い印象はなかったものの、当日夜に社会面記事が掲載出来ない事態が発生すると、急遽呼び出された嵩が短時間で挿絵を描く様子を目の当たりにし、即戦力として採用するよう局長らに助言する。
月刊誌「月刊くじら」の刊行が決定すると、引き続き岩清水やのぶとともに準備を進める。ここでも締め切り当日、作家の失踪により小説が掲載出来ない事態が発生するが、社会部に所属していた嵩に50分で漫画を描くよう指示する。その期待に応えた嵩を「困ったときの眼鏡君」と高く評価し、「月刊くじら」編集部に勧誘することになる。
のぶが鉄子と出会ってからは、鉄子の秘書をするよう促すため、あえてのぶに退職勧奨をする。
マグミクスは、高知新聞社の編集局次長で月刊誌「月刊高知」の編集長・青山茂がモデルと報じている。
岩清水信司（いわしみず しんじ）
演 - 倉悠貴
高知新報の編集局記者。無所属のち月刊くじら編集室編集部員。東海林の部下。
のぶより3か月早く入社している。職歴は短いがしっかり者で、東海林にも躊躇なく意見する。
闇市で東海林の酒に付き合っていたところ、のぶを見かける。後日、のぶが入社試験で採用されたことで、同僚となることを密かに喜ぶ。
遊軍記者としての肩身の狭さ、社会部所属の記者からの圧力などを感じつつ、東海林の片腕として東奔西走する。東海林にこき使われる後輩・のぶのフォローをする一方で、彼女がへこたれず出来ることを貪欲にする姿勢など影響を受けている。
月刊誌「月刊くじら」に関する不安を口にしつつ、東海林を信じて取材を続ける。月刊誌の締め切り当日、担当していた小説家に逃げられる失態をしてしまうものの、嵩に救われている。
小田琴子（おだ ことこ）
演 - 鳴海唯
高知新報の編集局記者。
のぶとは同世代で同期入社。社内では上品に振る舞う一方で、酒が入ると感情豊かになり、饒舌かつ方言混じりで話す。
しとやかな言動で、入社初日から社会部記者に注目される。しかし、入社目的は結婚相手を探すことであり、社内では猫をかぶっている。事あるごとにのぶを飲みに誘い、会社には内緒で本音を晒している。
高等女学校卒業後は花嫁修行をしていたが、戦争中に男性が次々と出征したことで婚期を逃している。就職は初めてであるものの、編集部で書類整理や白湯汲み、ボタン付けなど雑用をそつなくこなす。のちに、男性記者全員が既婚者であることを思い知る一方で、岩清水に関しては「大物になりそうにない」との理由で眼中にない。
のぶたちが月刊誌の広告主を獲得するのに苦労していると、飲み屋で知り合った質屋の若旦那を紹介する。後日、入社試験を受験する嵩の筆記試験や面接に立ち会い、その様子に「幼なじみの眼鏡さん（嵩）は十中八九落ちたと思う」とのぶに伝えている。
入社した嵩が屋台にてのぶについてボヤいていると、背後で飲みながら聞き続けることに耐えられず、入社出来たのはのぶの尽力があったからと教える。
鳴海唯はインタビューで、おことちゃんがモチーフと語っていて、マグミクスは、高知新聞社の記者・深田貞子がモデルと報じている。
緑川達也（みどりかわ たつや）
演 - 嘉島陸
高知新報の編集局記者。社会部所属。
東海林ら遊軍記者を見下しており、当たりが強い。取材に同行していたのぶに対して「女子は笑っていたら良い」と嫌みを言う。
嵩が入社試験を受験した当日夜、取材していた四万十建築が倒産して記事の掲載が不可能になると、のぶの提案で嵩を闇市にて探し出す。その日は嵩の挿絵に救われるものの、後日に嵩が社会部所属になると、記事が長くて中身が無いことへのダメ出しをする。
青木政三（あおき せいぞう）
演 - 若林拓也
高知新報の編集局記者。社会部所属。緑川の部下。
取材に同行した東海林らに対し「遊軍記者は気楽」と嫌みを言う。その一方で、琴子の立ち居振る舞いに心を奪われている。
鳥居出（とりい いづる）
演 - 古河耕史
高知新報の編集局次長。
入社試験では面接官として同席し、筆記試験で高成績ののぶに好印象を持つ。一方で、嵩に関しては「受ける会社を間違えた」と告げている。
論説委員を務めるものの、執筆記事が分かりにくく、東海林から小馬鹿にされている。「月刊くじら」の企画である戦災孤児の座談会を見下し、孤児らを「戦争の結果だから仕方ない」と切り捨てると東海林の怒りを買い、論説委員を辞めるよう怒鳴られてしまう。
霧島了（きりしま りょう）
演 - 野村万蔵
高知新報の編集局長。
戦時中の新聞報道のあり方から、戦後におけるアメリカ進駐軍の監視を気にしている。
入社試験の面接において、のぶがかつて「愛国の鑑」として新聞記事に掲載されていたことを指摘し、早々に採用を見送ろうとして東海林に反対される。
のちに、夕刊刊行の予定であることを全社員に告知し、東海林を編集長に抜擢する。しかし、土佐新報が夕刊を刊行することになったとして、東海林に対して一方的に夕刊刊行の中止を伝える。

### 政界
薪鉄子（まき てつこ）
演 - 戸田恵子
平等社会党の代議士。
高知県六台山出身。旧家生まれの令嬢で、昭和21年（1946年）の総選挙にて代議士となる。戦争孤児や未亡人らに手を差し伸べる活動をしており、ガード下を活動拠点としていることから「ガード下の女王」と呼ばれている。
取材のため東京を訪れた東海林らがおでんによる食あたりで苦しんでいる時、もんぺ姿で遭遇する。素性を明かさないまま、男性3人をとある部屋で休ませ「おでんトリオ」と呼ぶ。翌日、代議士として鉄火場にて大友組の元締め（演 - 中條孝紀）らと賭け麻雀をしていたところ、取材に来たのぶたちと再会する。のぶを気に入り、自分のもとで働くよう誘う。
のぶを雇って6年経った頃には良くも悪くも政治家として擦れてしまい、理想を追うのぶとの溝が生じたことから解雇し、再就職先として城ヶ崎商事を紹介する。
リアルサウンドは、鉄火のマキちゃんがモチーフと報じていて、戸田恵子もインタビューで、同じ趣旨を語っている。
世良則雄（せら のりお）
演 - 木原勝利
鉄子の事務補助員。
無表情で几帳面。多忙な鉄子の事務作業を1人でこなし、食事をする姿すら見せない。のぶと嵩の面会を許可するものの、正確に30秒で区切る。
のぶが祖母の葬儀のため欠勤している間、独立して事務所を構えていたことが鉄子によって明かされる。
中山駒子（なかやま こまこ）
演 - おしの沙羅
鉄子の事務補助員。のち秘書。
世良と入れ替わる形で鉄子の事務補助員となる。
漆原（うるしばら）
演 - 加藤満
平等社会党の代議士。党の重鎮。
鉄子が党を鞍替えする噂を聞きつけ、事務所を訪れる。

### 東京の市井
幸田アキラ（こうだ アキラ）
演 - 番家玖太
ガード下の戦災孤児。
八木から食料や読み聞かせなどを施される一方で、生きるために闇市で物を盗む癖が染み付いている。
取材のため上京したのぶのカメラを盗んだが、八木に取り上げられる。それがきっかけで、のぶと同行していた嵩と八木が再会することとなる。のちに、無職で再び上京した嵩が持参した井伏鱒二の詩集も盗んでいる。
のぶが代議士の事務補助員となり、ガード下に移り住んだことで会う機会が増え、八木の代わりに勉強を教わることもある。「刈り込み」で警察官（演 - かないしゅう）に捕まりそうになったところをのぶに助けられ、過去に収容されていた保護施設が劣悪で逃げてきたことを語る。その際、のぶが持参していた「月刊くじら」の表紙の女性が、母親とのぶに似ていると指摘する。
しばらくするとのぶを避けるようになるが、のぶたちがガード下を去る時に八木とともに現れる。嵩から「思いを言わないのは、思っていないことと同じ」と促され、のぶに感謝の気持ちを述べる。
タケル
演 - 松井稜樹
ガード下の戦災孤児。
アキラと同様、八木からの施しと盗みで命を繋いでいる。のぶの聞き取りで、伯母に保護されていたが食料を与えられなかったため、そこから逃げ出したと語る。
のりこ
演 - 緒方彩椰
ガード下の戦災孤児。
アキラたちと同様、八木からの施しと盗みで命を繋いでいる。のぶの聞き取りで、鉄格子付きの保護施設かつ長時間の農作業で、ひもじい思いをしたため逃げ出したと語る。
八百春（やおはる）
演 - 佐藤五郎
闇市の八百屋。
芋を盗んだアキラを捕まえるが、のぶと八木が庇ったことで引き下がる。
女性
演 - 徳橋みのり
ガード下の戦争未亡人。
戦災孤児に聞き取りしようとして逃げられたのぶに対し、孤児が3月の空襲で上野にて被災し、住む場所と言葉を忘れてしまったことを告げ吐き捨てる。
マサコ、ケイコ
演 - 小野寺ずる（マサコ）、行平あい佳（ケイコ）
ガード下の戦争未亡人。
のぶが住む仮部屋の近所に住んでおり、マサコは醤油、ケイコは屋根修理の男手不足で上京したばかりの嵩を借りに来る。嵩が三星百貨店の就職が決まると、周りの未亡人たちとともに色めき立つ。
のちに、故郷の親戚が復員して起業するためガード下を去る。別れ際、アキラがのぶを避ける理由を教える。
カフェの店長
演 - 西村雄正
銀座にある老舗のカフェ「カフヱー イチワシ」の店長。カフェの歴史は古く、嵩の両親が利用したこともある。
客足が途絶えず、忙しさに耐えられなくなったボーイ（演 - 俵山峻）が突然辞めたため、上京したばかりのメイコを採用する。メイコが「素人のど自慢」に出場したいことを知り、閉店後の店内を練習場所として提供する。
山野わかば（やまの わかば）
演 - 田中海咲
「素人のど自慢」の出場者。
メイコの直前に出場し、岡晴夫「東京の花売娘」を披露して合格する。
霧子（きりこ）
演 - 川俣しのぶ
保護施設の施設長。
のぶを通じて鉄子と面会し、劣悪な施設が乱立する原因となっている法律の改正を訴える。
さくら
演 - 堀口真帆
城ヶ崎商事の社長秘書。のぶの同僚。

### 三星
出川（でがわ）
演 - 小田井涼平
三星百貨店宣伝部の部長。嵩の上司。
仕事が早い嵩を高く評価しており、副業で漫画を持ち込んでいても全く気にしない。いつも機嫌が良く、大声で独り言を言う時もある。
新たな包装紙の図柄を洋画家・猪俣昇一郎に依頼していたが、単純であったために嵩がデザインしたものと疑い、宣伝部員（演 - 福士永大）らと同様に難色を示す。しかし、嵩がその良さを推したため採用となり、嵩に「Mitsuboshi」のロゴ入れを任せる。
大根（おおね）
演 - 青柳翔
三星劇場の座長。
戦時中に軍の慰問団の演劇に魅了され、戦後に劇団を立ち上げる。映画『戻橋』の舞台演劇を企画しており、そのポスターを嵩に依頼する。カフェでその打ち合わせ中、学生のいせたくやに会話を割り込まれる。

### 芸能界
いせ たくや
演 - 大森元貴
作曲家。父から演劇、母から音楽の影響を受けている。嵩から「たくチャン」と呼ばれる。
演劇学校の学生時代、行きつけのカフェで打ち合わせをしていた嵩と知り合う。ほどなく学校を中退してカフェに入り浸っていたが、上京してウェイトレスとなったメイコが「素人のど自慢」に出場したいことを知り、店長の協力でレッスンを施す。のちにタクシーの運転手となるが所長と揉めて解雇され、プロの音楽家として生きることを決意。同じ頃、5年ぶりに嵩と偶然再会し、手嶌治虫に嫉妬する嵩を「自分が弱いと知っている人は強い人」と励ます。
7年後、ミュージカル「見上げてごらん夜の星を」の音楽担当として携わり、嵩に舞台美術を依頼するため柳井家を訪れる。
音楽家・いずみたくがモデル。
六原永輔（ろくはら えいすけ）
演 - 藤堂日向
演出家、作詞家、構成作家。ミュージカル「見上げてごらん夜の星を」の演出を担当する。
永六輔がモデル。
ハルエ、井村、上田、佐川、サツキ、劇団員、劇団ピアニスト、スタッフ
演 - 田中愛実（ハルエ）、吉田雄（井村）、半澤昇（上田）、宮村大輔（佐川）、茂木沙月（サツキ）、志賀遼馬（劇団員）、堀内穣（劇団員）、田中和音（劇団ピアニスト）、森山真衣（スタッフ）
ミュージカル「見上げてごらん夜の星を」の出演者とスタッフ。ハルエと井村は主演を務める。
白鳥玉恵（しらとり たまえ）
演 - 久保史緒里
歌手。
スポーツニッポンは、歌手・宮城まり子がモデルであろうと報じている。

### 漫画界
手嶌治虫（てじま おさむ）
演 - 眞栄田郷敦
漫画家。
医学生時代にはすでに、大阪の新聞社で四コマ漫画『マアチャンの日記帳』を連載している。その後は『新宝島』『鉄腕アトム』が人気となり、少女漫画にも挑戦する。その一方で「手嶌オサムシ」と読み間違えられることも多いが、もっと有名になれば良いと意に介さない。嵩より年下でありながら出会う前から有名であり、無名漫画家の嵩が一方的に劣等感を抱くことになる。
銀座のカフェで編集者（演 - 斉藤陽一郎）と打ち合わせをしていたところ、ひょんなことから嵩と知り合う。
漫画家・手塚治虫がモデル。
大島コオ（おおしま コオ）
演 - 七瀬公
漫画家。独創漫画派のリーダー格。
雑誌に『仙人部落』を連載している。銀座のカフェにて、のぶに見栄を張った嵩の嘘の打ち合わせに付き合ったこともある。
三浦光雄（みうら みつお）
演 - 池田努
漫画家。独創漫画派の一員。
久里田洋（くりた ひろし）
演 - 江原パジャマ
漫画家。独創漫画派の一員。
近藤（こんどう）
演 - 港谷順
竹沢出版の編集者。
独創漫画派の面々からは信用されていない。銀座のカフェにて『メイ犬BON』を売り込む嵩に採用を約束するが、後日に断りの連絡を入れる。

### 備考欄
| 出演者名 | 役名     | アニメの役柄（五十音順） |
| -------- | -------- | --- |
| 島本須美 | 大出加子 | オムライスくん しょくぱんまん てっかのマキちゃん（代役） でかこかあさん ハニー |
| 山寺宏一 | 座間晴人 | アカキンマン アサリどん いわおとこ（代役） えバイキンマン かぜこんこん（代役） カバお（2代目） かびるんるん かまめしどん こおりおに（初代） さかさまん（初代） ジャムおじさん（2代目） テープカタツムリ ねむねむおじさん（2代目） バイキンメカ（一部） ブタお（初代） まつたけまん（代役） めいけんチーズ ゆずじいや（初代） ユッキーのおとうさん ルドルフ |
| 中尾隆聖 | 古山時三 | ばいきんまん |
| 戸田恵子 | 薪鉄子   | アンパンマン |

## スタッフ
- 作 - 中園ミホ
- 音楽 - 井筒昭雄[141]
- 主題歌 - RADWIMPS「賜物」[43][注 31][注 32]
- 語り - 林田理沙[143][注 33]

- 副音声解説 - 山崎健太郎（第17週：松田佑貴）[144]
- 脚本協力 - 山岡真介、三谷昌登
- 時代考証 - 天野隆子
- 風俗考証 - 刑部芳則
- 戦時考証 - 神立尚紀
- 土佐ことば指導 - 西村雄正[注 27]
- 博多ことば指導 - 魚谷としお
- 福建語指導 - 鄭文逸
- 所作指導 - 藤間貴雅
- 製パン指導 - 竹谷光司[145]
- 漫画指導 - 山根青鬼、海老原優
- 石工指導 - 山中英明
- 書道指導 - 金敷駸房
- アクション指導 - 吉田浩之
- 仏事指導 - 守祐順
- 医事指導 - 冨田泰彦、刈谷育子
- 軍事所作指導 - 越康広
- ギター指導 - 藤本功一
- 歌唱指導 - 門脇幸
- 薙刀指導 - 松本真治
- 裁縫指導 - 小林操子
- 写真指導 - 田村政実
- 馬術指導 - 田中光法
- 速記指導 - 中根康雄[注 34]
- 記者指導 - 前田惣吉[147]
- 出版指導 - 藤橋和浩
- 麻雀指導 - 梶本琢程
- 茶道指導 - 井関宗脩
- ミュージカル指導 - 本藤起久子
- アニメーション制作 - 稲葉卓也
- タイトルバック制作 - 涌井嶺[148][149]

- 資料提供 - やなせスタジオ、フレーベル館、郵政博物館、やなせたかし記念アンパンマンミュージアム振興財団、多摩美術大学、貴志俊彦、高知新聞社、手塚プロダクション、オールスタッフ、コオプロ、日本相撲協会
- 資料 - 『フクちゃん』横山隆一（1936年）、『のらくろ軍曹』田河水泡（1934年）、『タンク・タンクロー』阪本牙城（1935年）
- 監修 - 銀座木村家[150][151][注 35]
- 制作統括 - 倉崎憲
- プロデューサー - 中村周祐、舩田遼介、川口俊介
- 演出 - 柳川強、橋爪紳一朗、野口雄大、佐原裕貴、尾崎達哉

## オープニング
今田美桜は役の衣装ではなく「現代人の代表」として登場し、映像とアニメーションとで1本の光に導かれるとも見えるようなVFXのオープニングになっている。
6月19日放送の第59回（第12週その4）では、番組ロゴがモノクロ表示で、タイトルバック・主題歌は流れないまま、本編が放送された。

## エンディング
本作は、前作までの恒例ともいえる視聴者投稿のコーナー「エンドカード」は導入されていない。

## 放送日程
| 週                                                   | 回         | 放送日              | サブタイトル                 | 演出       | 週平均視聴率 |
| ---------------------------------------------------- | ---------- | ------------------- | ---------------------------- | ---------- | ------------ |
| 01                                                   | 01 - 05    | 03月31日 - 04月04日 | 人間なんてさみしいね         | 柳川強     | 15.2%        |
| 02                                                   | 06 - 010   | 04月07日 - 04月11日 | フシアワセさん今日は         | 橋爪紳一朗 | 15.3%        |
| 03                                                   | 011 - 015  | 04月14日 - 04月18日 | なんのために生まれて         | 柳川強     | 15.3%        |
| 04                                                   | 016 - 020  | 04月21日 - 04月25日 | なにをして生きるのか         | 橋爪紳一朗 | 15.4%        |
| 05                                                   | 021 - 025  | 04月28日 - 05月02日 | 人生は喜ばせごっこ           | 柳川強     | -0%0         |
| 06                                                   | 026 - 030  | 05月05日 - 05月09日 | くるしむのか愛するのか       | 野口雄大   | 15.1%        |
| 07                                                   | 031 - 035  | 05月12日 - 05月16日 | 海と涙と私と                 | 橋爪紳一朗 | 15.5%        |
| 08                                                   | 036 - 040  | 05月19日 - 05月23日 | めぐりあい わかれゆく        | 柳川強     | 15.5%        |
| 09                                                   | 041 - 045  | 05月26日 - 05月30日 | 絶望の隣は希望               | 野口雄大   | 15.8%        |
| 10                                                   | 046 - 050  | 06月02日 - 06月06日 | 生きろ                       | 橋爪紳一朗 | 15.8%        |
| 11                                                   | 051 - 055  | 06月09日 - 06月13日 | 軍隊は大きらい、だけど       | 柳川強     | 16.0%        |
| 12                                                   | 056 - 060  | 06月16日 - 06月20日 | 逆転しない正義               | 柳川強     | 16.0%        |
| 13                                                   | 061 - 065  | 06月23日 - 06月27日 | サラバ 涙                    | 野口雄大   | 16.2%        |
| 14                                                   | 066 - 070  | 06月30日 - 07月04日 | 幸福よ、どこにいる           | 橋爪紳一朗 | 16.9%        |
| 15                                                   | 071 - 075  | 07月07日 - 07月11日 | いざ！東京                   | 佐原裕貴   | 16.1%        |
| 16                                                   | 076 - 080  | 07月14日 - 07月18日 | 面白がって生きえ             | 野口雄大   | 16.0%        |
| 17                                                   | 081 - 085  | 07月21日 - 07月25日 | あなたの二倍あなたを好き     | 柳川強     | 16.4%        |
| 18                                                   | 086 - 090  | 07月28日 - 08月01日 | ふたりしてあるく今がしあわせ | 尾崎達哉   | 16.6%        |
| 19                                                   | 091 - 095  | 08月04日 - 08月08日 | 勇気の花                     | 橋爪紳一朗 | 15.5%        |
| 20                                                   | 096 - 100  | 08月11日 - 08月15日 | 見上げてごらん夜の星を       | 佐原裕貴   | 16.6%        |
| 21                                                   | 0101 - 105 | 08月18日 - 08月22日 | 手のひらを太陽に             | 野口雄大   |              |
| （ビデオリサーチ調べ、関東地区・世帯・リアルタイム） |            |                     |                              |            |              |

- 初回放送視聴率は15.4%（ビデオリサーチ調べ、関東地区・世帯。以下略）であった[176]。

### 放送時間変更
- 2025年6月23日の第61回（第13週その1〈総合・再放送〉）は、『戦後80年沖縄全戦没者追悼式』を放送のため12時58分 - 13時13分に放送された[177]。
- 2025年7月30日の第88回（第18週その3〈総合・再放送〉）は、2025年カムチャツカ半島地震発生に伴う津波警報発令関連の臨時ニュース放送のため、翌31日に12時45分 - 13時に振り替え。第89回（第18週その4〈総合テレビ再放送〉）は13時5分 - 13時20分に放送された[178]。
- 2025年8月6日の第93回（第19週その3〈総合・初回〉）は、『令和7年 広島平和記念式典』放送のため、7時45分 - 8時に放送された[179]。

### 総集編
- 前半
  - 第1回（第1週その1 - 第6週その4、BSP4K：2025年7月6日15時42分 - 16時26分、総合：7月12日15時5分 - 15時49分[180]）
  - 第2回（第6週その5 - 第13週その5、BSP4K：2025年7月6日16時26分 - 17時10分、総合：7月12日15時49分 - 16時33分[180]）

## 関連番組
- 先人たちの底力 知恵泉 やなせたかし 〜「遠回り」に込められた生き方〜（NHK Eテレ、2025年3月18日） - 出演は中沢元紀[181]。
- あんぱん スペシャルトークショー（NHK総合、2025年3月31日） - 2025年3月10日、NHKホールにて「まもなく『あんぱん』！ みんなで楽しむ愛と勇気の物語 〜連続テレビ小説『あんぱん』プレトークショー〜」が行われた[182]。出演は今田美桜・北村匠海・河合優実・原菜乃華・中沢元紀・阿部サダヲ・妻夫木聡、司会は林田理沙[183]。
- 土スタ（NHK総合）
  - 『あんぱん』特集 ゲスト 浅田美代子（2025年4月5日） - 出演は浅田美代子、インタビューは今田美桜・吉田鋼太郎・江口のりこ・永瀬ゆずな[184]。
  - 『あんぱん』特集 in 高知（2025年5月24日） - 高知市にて公開生放送が行われた。出演は今田美桜・北村匠海、インタビューは中島歩・河合優実・中沢元紀・RADWIMPS[185][186]。
- インタビュー ここから 俳優 今田美桜（NHK総合、2025年5月3日） - 出演は今田美桜、聞き手は林田理沙[187]。
- 探検ファクトリー こどもの日スペシャル 朝ドラ子役と東京・あんぱん工場を探検！（NHK総合、2025年5月5日） - 出演は永瀬ゆずな・木村優来[188][189]。
- きょうの料理（NHK Eテレ）
  - 連続テレビ小説『あんぱん』連動企画 蔵出し！ お宝レシピ やなせたかしの台所（2025年5月20日） - 講師はやなせたかし[190]。初回放送は2012年4月25日[191]。
  - 連続テレビ小説『あんぱん』連動企画 パン職人のあんパン（2025年5月21日） - 出演は阿部サダヲ、講師は竹谷光司[192][193]。
- 100カメ 朝ドラ『あんぱん』 日本の朝に元気を届ける！舞台裏（NHK総合、2025年5月26日） - 出演は今田美桜・河合優実・細田佳央太、ほか[194]。
- 激突メシあがれ〜自作グルメ頂上決戦〜 パン 朝ドラ『あんぱん』コラボ企画（NHK総合、2025年6月4日） - 出演は河合優実、ナレーションは津田健次郎[195][196]。
- チリンの鈴（NHK Eテレ、2025年6月25日） - 1978年製作のアニメ映画。原作はやなせたかしの絵本『チリンのすず』[197][198]、音楽はいずみたく[199]。
- もっと！「あんぱん」聞かせて今田さん北村さん（NHK総合、2025年7月12日） - 5月に高知市内で開催されたトークショー[180]。出演は今田美桜・北村匠海・西村雄正。初回放送は2025年6月21日、NHK四国ブロックの四国4県のみで放送[200][201][202][203]。
- あんぱん×RADWIMPS スペシャル（NHK総合、2025年8月7日） - 出演は今田美桜・北村匠海・RADWIMPS、ナレーションは戸田恵子・林田理沙[204][205]。
- ファミリーヒストリー 中園ミホ 〜何のために生まれて 何をして生きるのか〜（NHK総合、2025年8月11日） - 出演は中園ミホ[206][207]。

## 関連商品
ドラマガイド（NHK出版、作・中園ミホ、監修・NHKドラマ制作班、編・NHK出版）
- 連続テレビ小説 あんぱん Part1（2025年3月24日、ISBN 978-4-14-923612-4）
- 連続テレビ小説 あんぱん Part2（2025年7月26日、ISBN 978-4-14-923613-1）

ノベライズ（NHK出版、作・中園ミホ、ノベライズ・後藤美奈）
- NHK連続テレビ小説 あんぱん 上（2025年3月24日、ISBN 978-4-14-005755-1）

NHK出版オリジナル楽譜シリーズ（作詞・作曲 野田洋次郎）
- 連続テレビ小説 あんぱん 賜物（2025年5月18日、ISBN 978-4-14-055457-9）